# Jelena Despotović
Jelena Radivojević  (Podgorica, 1994. április 30. –) olimpiai ezüstérmes, Európa-bajnok montenegrói válogatott kézilabdázó, a ŽRK Budućnost Podgorica játékosa.

## Pályafutása

### Klubcsapatokban
Jelena Despotović Podgorica városában született és kézilabdázni is itt kezdett, a Budućnost Podgorica csapatában. Egy rövid ideig a Biseri csapatában szerepelt. A Budućnosttal négyszer nyert hazájában bajnoki címet és kupát, 2015-ben pedig a Bajnokok Ligájában is az első helyen végeztek. Ezt követően Magyarországra, a Debreceni VSC csapatához szerződött. 2017 nyarán a szlovén Krim Ljubljana igazolta le, azonban Despotovic decemberben felbontotta a szerződését és visszatért a DVSC-hez.
2021 januárjában a Győri Audi ETO hivatalos honlapján jelentette be, hogy a montenegrói átlövő a 2021-2022-es szezontól kezdődően a Rába-parti csapatban folytatja pályafutását. Alapembere volt a Győrnek, majd gyermekáldás miatt 2022 februárjától szüneteltette pályafutását. 2023 januárjában tért vissza a kézilabdapályára, a 2022-2023-as szezonban bajnoki címet és Bajnokok Ligája bronzérmet nyert a Rába-partiakkal. 2023 nyarától a Ferencvárosban folytatta pályafutását. A fővárosi csapatban kevés játéklehetőséget kapott a szezon elején és novemberben bejelentették, hogy távozik a csapattól és a ŽRK Budućnost játékosa lett.

### A válogatottban
A montenegrói válogatottban 2011-ben mutatkozott be. 2012-ben tagja volt az Európa-bajnoki címet szerző csapatnak. Az azt követő években minden világversenyen részt vett, ahová válogatottja kvalifikálta magát. 

## Sikerei, díjai
Klubcsapatokkal
- Bajnokok Ligája:
  - 1. hely: 2014-2015
  - Döntős:  2013-2014

- Montenegrói bajnokság:
  - 1. hely: 2011, 2013, 2014, 2015

- Montenegrói Kupa:
  - 1. hely: 2011, 2013, 2014, 2015

- Magyar bajnokság:
  - 1. hely: 2022

A válogatottal
- Európa-bajnokság:
  - 1. hely: 2012